# إيليا (مدينة)

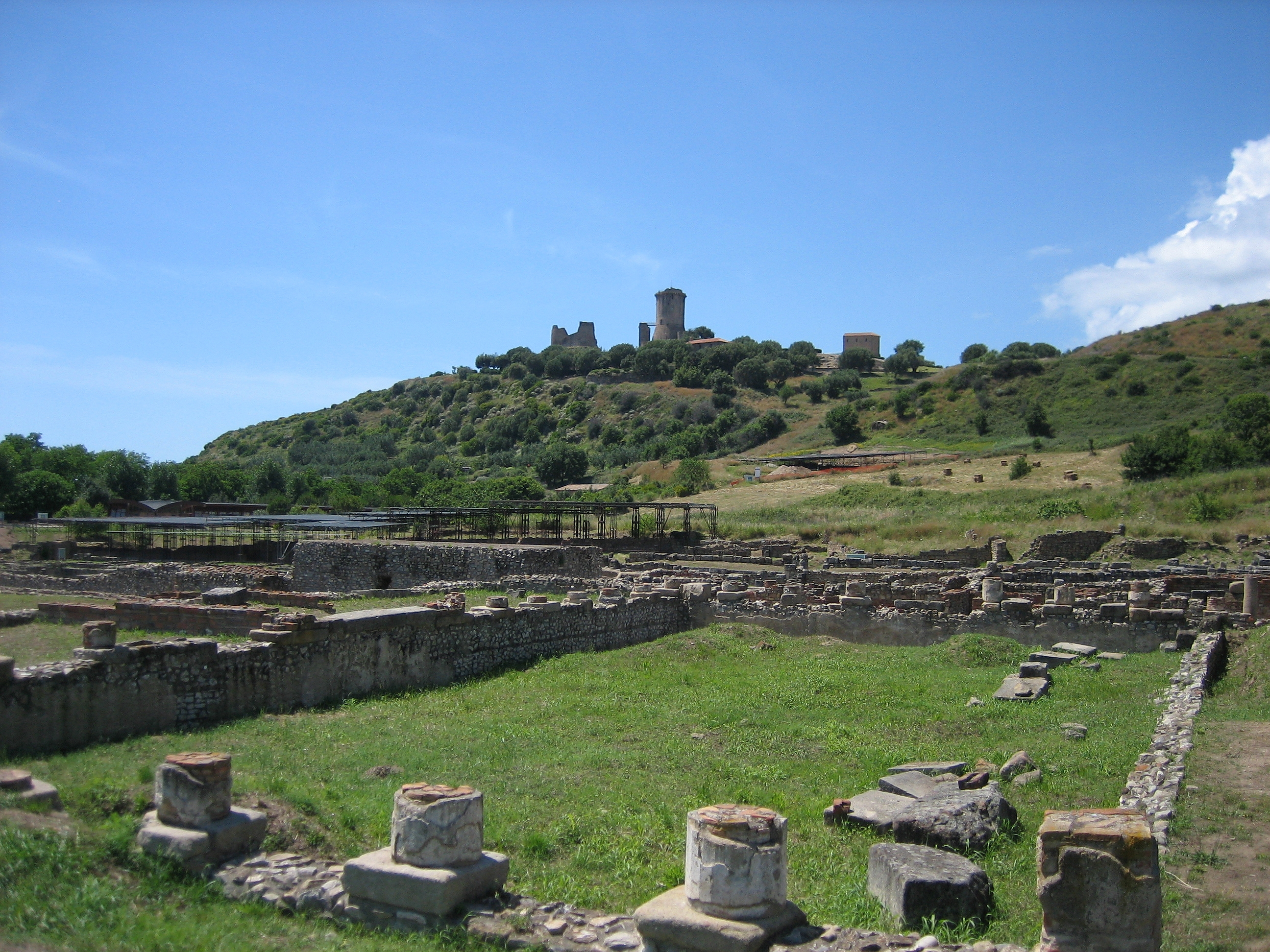
مدينة إيليا الأثرية

 إيليا (فيليا) هي مدينة يونانية على الساحلِ الجنوبيِ لإيطاليا.:الحديقة الوطنية لفيليا مواقع التراث العالمي هي معالم تقوم لجنة التراث العالمي في اليونسكو بترشيحها ليتم إدراجها ضمن برنامج مواقع التراث الدولية التي تديره اليونسكو. هذه المعالم قد تكون طبيعية، كالغابات وسلاسل الجبال، وقد تكون من صنع الإنسان، كالبنايات والمدن.

## لتاريخ
أسست حوالي 540 قبل الميلاد من قبل اليونانيين الفارين من الغزو الفارسي على الساحل الغربي من تركيا في الوقت الحاضر، جنبا إلى جنب مع بقية المستعمرات اليونانيه في جنوب إيطاليا الساحليه، وشكلت ما يسمى ماجنا اليوناني، التوسع إلى جنوب إيطاليا، التي كانت قد بدأت في القرن الثامن قبل الميلاد. كانت نقود فيليا المعدنية على نطاق واسع في إيطاليا ظلت مستقلة أطول من كثير من المدن اليونانيه في إيطاليا، وأخيرا أصبحت حليفا لروما حوالي 273 قبل الميلاد، واكتسبت الامتياز الروماني في 90-89 قبل الميلاد.
كان الموقع الذي تشغله في وقت لاحق من القرون الوسطى قلعة، تم التخلي عن القلعة في العصور الوسطى، واليوم من موقع الخرائب التي تقع على نطاق واسع داخل الحديقة الوطنية.

## أعلام
- بارمينيدس
- زينون الإيلي

## وصلات خارجية
- (بالإيطالية) Cilento National Park website